# Bastei (Antarktika)
Die Bastei ist ein markanter und 2460 m hoher Berg im ostantarktischen Königin-Maud-Land. Er ragt 3 km westlich des Mentzelbergs im Otto-von-Gruber-Gebirge auf.
Entdeckt und deskriptiv benannt wurde er bei der Deutschen Antarktischen Expedition 1938/39 unter der Leitung des Polarforschers Alfred Ritscher.